# 木内太郎
木内 太郎（きうち たろう、1994年2月28日 - ）は、日本の男性声優。東京都出身。AIR AGENCY所属。

## 略歴
声優になろうと思ったきっかけは小学生の虚弱体質だった頃に映画『コマンドー』を数回見たことから。いつかはそのような強い男になりたいと思ったことが全ての始まりだったという。
専門学校東京アナウンス学院、AIR AGENCY声優養成所出身。

## 人物
趣味はプロレス観戦、ツーリング、スキューバダイビング、筋トレ。特技は極真空手、ラグビー、殺陣、ブレーンバスター。

## 出演
太字はメインキャラクター。

### テレビアニメ
2015年
- 俺がお嬢様学校に「庶民サンプル」としてゲッツされた件（筋肉部隊、マッチョ）
- うしおととら（2015年 - 2016年、法力僧B、作業員F、黒炎C、隊員C、隊員B） - 2シリーズ
- コンクリート・レボルティオ〜超人幻想〜（警察官、強盗団）
- おそ松さん（鑑識）
- 銀魂（2015年 - 2018年、一つ目の魔物、忍B、奈落B、アルタナ解放軍兵士C） - 2シリーズ

2016年
- Dimension W（幹部、通行人）
- ハイキュー!! セカンドシーズン（花山一雅）
- 虹色デイズ（男）
- ジョジョの奇妙な冒険 ダイヤモンドは砕けない（ニュースキャスター、編集者、住職、男性、タクシー運転手、吉岡）
- 甲鉄城のカバネリ（武士）
- マクロスΔ（整備兵B）
- NEW GAME!（筋肉大佐、男子〈高校生 / TV内〉、モブ、客）
- 刀剣乱舞-花丸-（近藤勇）
- ドリフェス!（ラジオディレクター）
- 機動戦士ガンダム 鉄血のオルフェンズ（ギャラルホルン士官、ガラン部下）
- ねこねこ日本史（2016年 - 2021年、真田昌幸、筋肉先生、榊原康政、柴田勝家 他） - 5シリーズ

2017年
- 政宗くんのリベンジ（オタク）
- CHAOS;CHILD（狂信者）
- パズドラクロス（ドミニオンC）
- ID-0（研究者(2)）
- 神撃のバハムート VIRGIN SOUL（兵士、男看守、客）
- ナイツ&マジック（ベルナル、隊長）
- 妖怪アパートの幽雅な日常（不良、特務員）
- 魔法使いの嫁（競売人）
- 魔法陣グルグル（グエンチャB、ミウチャ父）
- タイムボカン 逆襲の三悪人（ピッチャー）
- 牙狼〈GARO〉-VANISHING LINE-（ギャングB、隊員）
- 血界戦線 & BEYOND（ラリー）
- キノの旅 -the Beautiful World- the Animated Series（入国審査官）

2018年
- キリングバイツ（男、学生、観客、流氓）
- クラシカロイド（乳清）
- 斉木楠雄のΨ難（榎田、男子生徒A）
- アイドリッシュセブン（2018年 - 2020年、ナレーション） - 2シリーズ
- キャプテン翼（第4作）（2018年 - 2024年、高杉真吾、武蔵中監督、倉田大吾、フェルスター、バローリ、ガルバン 他） - 2シリーズ
- ヒナまつり
- ハイスクールD×D HERO（天狗の長）
- 魔法少女サイト（刑事、組員、金融業の男）
- 東京喰種トーキョーグール:re（承正） - 2シリーズ
- ニル・アドミラリの天秤（湯瀬真破、東小路直征）
- ハイスクールD×D HERO（ガンドマ・バラム）
- ぐらんぶる（2018年 - 2025年、安西、ティンカーベル部員B、マッチョ、空手、魚屋B 他） - 2シリーズ
- Phantom in the Twilight（ジャック・ザ・リッパー）
- 七星のスバル（ゴーレム）
- オーバーロードIII（ゴブリン近衛隊 隊長）
- メルクストーリア -無気力少年と瓶の中の少女-（メルキオーガ、天空の民）
- からくりサーカス（誘拐組）
- とある魔術の禁書目録III（砂皿緻密）
- 宇宙戦艦ティラミスII（エクサム・メガ）
- 火ノ丸相撲（2018年 - 2019年、相沢亮）
- 叛逆性ミリオンアーサー（2018年 - 2019年、田舎アーサー、寿司屋店主） - 2シリーズ

2019年
- FAIRY TAIL（バクル）
- 荒野のコトブキ飛行隊（護衛隊隊長）
- モブサイコ100 シリーズ（2019年 - 2022年、バーの男性客、福田、新肉改部員A） - 2シリーズ
- おしりたんてい（ジャンボ）
- B-PROJECT〜絶頂*エモーション〜（プロデューサーB）
- どろろ（村人B、農民）
- グリムノーツ The Animation（ランプの精、住民C、従者）
- ワンパンマン（機神G4、幹部A、ギョフリー、男性幹部B）
- 文豪ストレイドッグス（2019年 - 2023年、GSS C、男C、DJ、無線、要人B 他） - 3シリーズ
- けだまのゴンじろー（2019年 - 2020年、たわしあご、ヘラクレス）
- Fairy gone フェアリーゴーン（保安隊 隊長）
- ぼくたちは勉強ができない（呼び込みA） - 2シリーズ
- フルーツバスケット（店員）
- 七つの大罪 神々の逆鱗（2019年 - 2020年、黄土色魔神、カルマディオス、巨人族、ロウの仲間、衛兵 他）
- ノー・ガンズ・ライフ（ハグ・ベア）
- 慎重勇者〜この勇者が俺TUEEEくせに慎重すぎる〜（弓兵隊長）

2020年
- バビロン（キャスター）
- BNA ビー・エヌ・エー（タナカ、獣人、ペリカン獣人、ベアーズセンター）
- ハクション大魔王2020（宅配屋）
- 新サクラ大戦 the Animation（観衆）
- 白猫プロジェクト ZERO CHRONICLE（白の騎士）
- Lapis Re:LiGHTs（肉屋の店主、門番、衛兵）
- THE GOD OF HIGH SCHOOL ゴッド・オブ・ハイスクール（議員、ハン・デチョル、柔道部キャプテン、参列者、イルピョの叔父 他）
- デカダンス（修理工、救護班B）
- ドラゴンクエスト ダイの大冒険 (2020)（2020年 - 2022年、モンスター、ガーゴイルD、ドラゴン、ゴメス、ドルやす、兵士 他）
- 半妖の夜叉姫（2020年 - 2022年、族長、檮杌、大化け猫、毒蛟、極楽鳥 他） - 2シリーズ
- 神様になった日（実況アナウンサー）
- 池袋ウエストゲートパーク（ゴング斉藤）
- キングスレイド 意志を継ぐものたち（オーク1）

2021年
- 2.43 清陰高校男子バレー部（銘誠監督）リーダー
- たとえばラストダンジョン前の村の少年が序盤の街で暮らすような物語（面接官）
- ひぐらしのなく頃に業（番犬）
- 名探偵コナン（2021年 - 2025年、小谷の上司、押川将斗、ランディ・ムーア、半グレリーダー）
- ゴジラ S.P ＜シンギュラポイント＞（加藤侍）
- SDガンダムワールド ヒーローズ（夏侯淵トールギス、シティポリス、ポリス）
- カードファイト!! ヴァンガード overDress（2021年 - 2024年、記者、上級生） - 2シリーズ
- 転生したらスライムだった件 転スラ日記（バーン）
- ヴァニタスの手記（2021年 - 2022年、ダンテ） - 2シリーズ
- マギアレコード 魔法少女まどか☆マギカ外伝 2nd SEASON -覚醒前夜-（声B）
- 異世界食堂2（傭兵団長）
- ミュークルドリーミー みっくす!（Yモンスター）
- 境界戦機（2021年 - 2022年、オリバー・マーティン） - 2シリーズ

2022年
- ハコヅメ〜交番女子の逆襲〜（お犬様）
- 名探偵コナン 警察学校編 Wild Police Story（犯人）
- 薔薇王の葬列（サマセット）
- このヒーラー、めんどくさい（サイクロプス）
- 盾の勇者の成り上がり（伝令A）
- キングダム（乱美迫）
- iiiあいすくりん2（ポーさん）
- 異世界おじさん（街の人）
- ユーレイデコ（社員B）
- ダンジョンに出会いを求めるのは間違っているだろうか シリーズ（2022年 - 2023年、冒険者） - 2シリーズ
- PUI PUI モルカー DRIVING SCHOOL
- ふしぎ駄菓子屋 銭天堂（巨悪獣ザカリアン、凶悪象エレファンテ）

2023年
- イジらないで、長瀞さん 2nd Attack（先生）
- 火狩りの王（2023年 - 2024年、医師、火狩り、群衆の声） - 2シリーズ
- パズドラ（2023年 - 2024年、ヘタレ、カタコト星人、係員）
- 機動戦士ガンダム 水星の魔女（オペレーター）
- 贄姫と獣の王（警備兵A）
- 無職転生 II 〜異世界行ったら本気だす〜（冒険者B）
- とあるおっさんのVRMMO活動記（レイジ）
- 帰還者の魔法は特別です（アウター）

2024年
- 外科医エリーゼ（死刑執行人、貴族B、貴族派B、貴族A、医者）
- 姫様“拷問”の時間です（ブルーゼ）
- 異世界でもふもふなでなでするためにがんばってます。（ラック）
- Lv2からチートだった元勇者候補のまったり異世界ライフ（店主）
- 黒執事 -寄宿学校編-（生徒）
- 転生したらスライムだった件（バーン、ジンライ）
- ばいばい、アース（2024年 - 2025年、剣士） - 2シリーズ
- 逃げ上手の若君
- ドラえもん（テレビ朝日版第2期）（2024年 - 2025年、TV実況、配送業者）
- 異世界スーサイド・スクワッド（キラークロック）
- 最凶の支援職【話術士】である俺は世界最強クランを従える（ローガン）

2025年
- SAKAMOTO DAYS（栗井ニング）
- 青の祓魔師 終夜篇（藤堂次郎）
- ぷにるんず ぷに2（かぷるん）
- Unnamed Memory Act.2（ファルサス将軍）
- グリザイア:ファントムトリガー（男A）
- 青のミブロ（会津藩士）
- 異修羅（翼剣のギザ）
- 九龍ジェネリックロマンス（服屋の店主）
- LAZARUS ラザロ（警備員）
- WIND BREAKER Season 2（日高将吾）
- ボールパークでつかまえて!（高田）
- Dr.STONE SCIENCE FUTURE（ゼノ兵）
- 追放者食堂へようこそ!（賢者）

### 劇場アニメ
- CYBORG009 CALL OF JUSTICE（2016年、ブレスドB）
- 薄墨桜 -GARO-（2018年、家臣）
- 劇場版 幼女戦記（2019年、兵士）
- 二ノ国（2019年、教師）
- 映画 ねこねこ日本史 〜龍馬のはちゃめちゃタイムトラベルぜよ!〜（2020年、マンモス、源氏猫、荷運び）
- 劇場版 七つの大罪 光に呪われし者たち（2021年）
- 名探偵コナン ハロウィンの花嫁（2022年、警官）
- BLOODY ESCAPE -地獄の逃走劇-（2024年、ヤクザ）
- コードギアス 奪還のロゼ（2024年、七煌星団員）
- 機動戦士ガンダム 鉄血のオルフェンズ ウルズハント -小さな挑戦者の軌跡-（2025年、レンジー・ダブリスコ[22]）

### OVA
- 転生したらスライムだった件（2020年、カシラ） - 外伝：リムルの華麗な教師生活
- 機動戦士ガンダム 水星の魔女 PROLOGUE（2022年、襲撃部隊指揮官）

### Webアニメ
2015年
- ニンジャスレイヤー フロムアニメイシヨン（ヨトゥン）

2016年
- ホイッスル!（ボイスリメイク版）（畑六助、桜庭雄一郎、伊賀仁吉）

2017年
- アフリカのサラリーマン（カメ社長）
- THE KING OF FIGHTERS:DESTINY（ブライアン・バトラー）
- モンストアニメ（チンピラ、お父さん、大隊長） - 2シリーズ

2018年
- A.I.C.O. Incarnation（客C）
- 監獄実験 -プリズンラボ-（勝又誠司）

2019年
- SDガンダムワールド 三国創傑伝（夏侯淵トールギス）
- バトルスピリッツ サーガブレイヴ（ドルズ）

2020年
- ゼノンザード THE ANIMATION（Pedoler）
- ざしきわらしのタタミちゃん（人間たち）

2021年
- 銀魂 THE SEMI-FINAL 真選組篇（ロバート・ゴリニー）
- ぶらどらぶ（堀田）
- 天空侵犯（僧侶仮面）
- 範馬刃牙（山本記者、囚人D、囚人E、囚人B、看守D、エドワード・バカラ、囚人C）

2024年
- T・Pぼん（古田、村の男C、ナウシトオス、源氏の兵士、ゲメの父 他） - 2シリーズ

### ゲーム
2015年
- スカルガールズ 2ndアンコール
- 蒼穹のスカイガレオン（バアル、テンポウゲンスイ、ゴルィニシチェ）
- 雷子（甘寧）

2017年
- デウスエクス マンカインド・ディバイデッド

2018年
- モンスターハンター：ワールド
- THE KING OF FIGHTERS ALLSTAR（ブライアン・バトラー）
- キャプテン翼ZERO 〜決めろ!ミラクルシュート〜（高杉真吾）

2019年
- ボーダーランズ3

2020年
- マルコと銀河竜 〜MARCO & GALAXY DRAGON〜（ドスゴロ）
- 仁王2
- ファイナルファンタジーVII リメイク
- キャプテン翼 RISE OF NEW CHAMPIONS（高杉真吾、上条医師、倉田監督、ふらの中応援団1、一条勇）

2021年
- モンスターハンターストーリーズ2 ～破滅の翼～（カイルの父）

2022年
- LOST EPIC
- ドラゴンクエストX 目覚めし五つの種族 オフライン（ザイガス）
- タクティクスオウガ リボーン（アレッサンドロ）
- 機動戦士ガンダム 鉄血のオルフェンズG（レンジー・ダブリスコ）

2023年
- ドラゴンクエストX 天星の英雄たち オンライン（邪精霊マガツカゼ、若葉の精霊）
- ストリートファイター6（市民）
- BLUE PROTOCOL（プレイヤー）
- アーマード・コアVI ファイアーズオブルビコン（キング）
- インフィニティ ストラッシュ ドラゴンクエスト ダイの大冒険（ゴメス）

2024年
- グランブルーファンタジー リリンク
- ファイナルファンタジーVII リバース
- 百英雄伝（ガルー）

### デジタルコミック
- 怪談イズデッド（2015年、人体模型[33][34]）

### パチスロ
- ロックマン アビリティ 史上最大の試練（2018年、レバーマン）

### 吹き替え

#### 映画
- プラスティック（2014年、マルセル[2]）
- エージェント・ウルトラ（2015年）
- MYTHCA ミシカ クエスト・フォー・ヒーローズ（2015年、セイン[2]）
- 朝鮮魔術師（2016年）
- ハドソン川の奇跡（2016年）※ソフト版
- パンデミック・フライト（2016年、エリック）
- レイルロード・タイガー（2017年、ダークイ〈サン・ピン〉）
- ムトゥ 踊るマハラジャ（2019年、カーリ〈ポンナーンバラム〉[35]）
- スペンサー・コンフィデンシャル（2020年、ホーク）
- パラサイト 半地下の家族（2020年、男[36]）※日本テレビ版
- エクソシスト3（2021年）※Netflix版
- モータルコンバット（2021年、レイコ〈ネイサン・ジョーンズ〉[37]）
- ローマの休日（2022年、クリンガー[38]）※日本テレビ版2
- 355（2022年、隊員1[39]）
- ブラックパンサー/ワカンダ・フォーエバー（2022年、リバー族男[40]）
- アバター:ウェイ・オブ・ウォーター（2022年[41]）
- シャザム!〜神々の怒り〜（2023年、博物館警備員[42]）
- AIR/エア（2023年）
- 聖闘士星矢 The Beginning（2023年、リングアナウンサー[43]）
- ザ・クリエイター/創造者（2023年、ハードウィック[44]）
- カサンドロ リング上のドラァグクイーン（2023年）
- マダム・ウェブ（2024年[45]）
- ハンガー・ゲーム0（2024年）
- ファイブ・ナイツ・アット・フレディーズ（2024年、警備員[46]）
- セーヌ川の水面の下に（2024年[47]）
- エイリアン:ロムルス（2024年[48]）
- アイアンクロー（2024年、デビッド・フォン・エリック〈ハリス・ディキンソン〉[49]）
- ヴェノム:ザ・ラストダンス（2024年[50]）
- クレイヴン・ザ・ハンター（2024年[51]）
- バック・トゥ・ザ・フューチャー PART3（2025年、スタブル〈クリストファー・ワイン〉、運転士〈ビル・マッキニー〉）※日本テレビ版2
- ジュラシック・ワールド（2025年、ハマダ〈ブライアン・ティー〉[52]）※ザ・シネマ版

#### ドラマ
- ウェンズデー
- 輝くか、狂うか（ユ・グォニュル、パク・スル）
- キャット 〜私のママは首相〜
- ギークガール（リチャード〈ティム・ダウニー〉)
- GOTHAM/ゴッサム
- 三国志〜趙雲伝〜（2017年、呂布〈カオ・イーシャン〉[53]）
- シャナラ・クロニクルズ
- スニーキー・ピート
- セックス/ライフ
- チェルノブイリ
- DOC あすへのカルテ
- トランスポーター ザ・シリーズ
- Happy!
- パトリオット 〜特命諜報員 ジョン・タヴナー〜
- 弁護士ビリー・マクブライド
- めちゃくちゃ恋するハンターズ（アンダーソン〈マッケンジー・アスティン〉）
- ランニング・ポイント（2025年、キャム・ゴードン〈ジャスティン・セロー〉）

#### ゲーム
- 『コール オブ デューティ モダン・ウォーフェア（リブート版）シリーズ』（2019年−2023年、ジョン・“ソープ”・マクタビッシュ）
- エージェント・ウルトラ（2015年）

#### アニメ
- 帰ってきたウサギとカメ 新たなる挑戦（2016年、ウォルター）
- LEGO スター・ウォーズ/フリーメーカーの冒険（2018年、ベアード・カントゥー）
- ドラゴンネスト（2020年、バルナック[54]）
- プレイモービル マーラとチャーリーの大冒険（2021年、ウッキウッキ[55]）
- バービー&チェルシー: 消えたバースデー（2021年、吸血鬼)
- 転生宗主の覇道譚 〜すべてを呑み込むサカナと這い上がる〜（2025年、門弟男[初出 7]、白家守衛C[初出 13]、巨磐幇[初出 17]）

### 舞台
- 舞台「SK∞ エスケーエイト The Stage」 第1部：The First Part 〜熱い夜のはじまり〜（2021年12月2日 - 12日、天王洲 銀河劇場） - シャドウ 役

### シリーズ一覧
1. ↑  第1シーズン（2015年）、第2シーズン（2016年）
2. ↑  第3期『銀魂ﾟ』（2015年）、第4期『銀魂.』（2017年 - 2018年）
3. ↑  第1期（2016年 - 2017年）、第2期（2017年 - 2018年）、第3期（2018年 - 2019年）、第4期（2019年 - 2020年）、第5期（2020年 - 2021年）
4. ↑  第1期（2018年）、第2期『Second BEAT!』（2020年）
5. ↑  シーズン1（2018年 - 2019年）、シーズン2『ジュニアユース編』（2023年 - 2024年）
6. ↑  第3期・最終章『:re』（2018年）
7. ↑  Season 1（2018年）、Season 2（2025年）
8. ↑  第1シーズン（2018年）、第2シーズン（2019年）
9. ↑  第2期『II』（2019年）、第3期『III』（2022年）
10. ↑  第3シーズン（2019年）、第4シーズン（2023年）、第5シーズン（2023年）
11. ↑  第1期（2019年）、第2期『ぼくたちは勉強ができない！』（2019年）
12. ↑  壱の章（2020年 - 2021年）、弐の章（2021年 - 2022年）
13. ↑  Season1（2021年）、続編『Divinez』（2024年）
14. ↑  第1クール（2021年）、第2クール（2022年）
15. ↑  第一部（2021年）、第二部（2022年）
16. ↑  第4期『IV 新章 迷宮篇』（2022年）、第4期『IV 深章 厄災篇』（2023年）
17. ↑  第1シーズン（2023年）、第2シーズン（2024年）
18. ↑  第1シーズン（2024年）、第2シーズン（2025年）
19. ↑  シーズン1（2024年）、シーズン2（2024年）

### 初出話一覧
1. ↑  Season 2 第1話初出
2. ↑  Season 1 第1話初出
3. ↑  Season 1 第4話初出
4. ↑  Season 1 第6話初出
5. ↑  Season 1 第9話初出
6. ↑  Season 1 第11話初出
7. 1 2 3  第1話初出
8. 1 2  第6話初出
9. 1 2 3  第9話初出
10. 1 2  第10話初出
11. 1 2  第12話初出
12. ↑  第11話初出
13. 1 2 3  第2話初出
14. 1 2  第7話初出
15. ↑  第61話初出
16. ↑  第65話初出
17. 1 2 3 4  第3話初出
18. ↑  第737話初出
19. ↑  第791話初出
20. 1 2  第5話初出
21. ↑  第17話初出
22. ↑  第18話初出
23. ↑  第22話初出
24. ↑  第24話初出
25. ↑  第20話初出
26. ↑  第14話初出